# Zračna luka Lisabon
Zračna luka Humberto Delgado Lisabon Portela (IATA: LIS, ICAO: LPPT), nalazi se unutar granica glavnog grada Portugala, Lisabona. U portugalskom jeziku zračna luka se još naziva i Aeroporto de Lisboa, Aeroporto da Portela ili Aeroporto da Portela de Sacavém. Zračna luka je glavni međunarodni ulaz u Portugal i jedno od najvećih europskih čvorišta zračnog prometa. Na dvije primarne uzletno-sletne staze mogu slijetati širokotrupni zrakoplovi. 
Tijekom Drugog svjetskog rata, kao neutralni aerodrom bio je otvoren i za njemačke i za britanske zrakoplovne tvrtke te je bio čvorište za krijumčarenje ljudi u, izvan i diljem Europe. Kao takav bio je pod budnim okom špijuna sila osovine i saveznika.                                                                                                            
Zračnom lukom upravlja tvrtka ANA Aeroportos de Portugal koja je u državnom vlasništvu. 2007. godine kroz nju je prošlo 13.392.059 putnika i 82.879 tona tereta. Glavno je uporište i prometno središte tvrtke TAP Portugal. 
Aerodrom je otvoren 15. listopada 1942. i već tada je imao četiri piste dugačke 1.000 m. Vrlo brzo aerodrom je proširen. Izgrađen je novi terminal sa šest avio-mostova a piste su produžene. Proširena je i platforma radi prihvata većeg broja zrakoplova.

## Novi terminal
Zračna luka je sada u potpunosti u urbanom okruženju i kao jedna od rijetkih aerodroma u Europi nalazi se unutar velikog grada. To je dovelo do nacionalne rasprave o tome hoće li se zadržati sadašnji položaj ili će se izgraditi nova zračna luka što je na kraju i prevladalo. Kao prva lokacija za izgradnju nove zračne luke izabrano je malo mjesto Ota, 50 km sjeverno od Lisabona. 
2007. nezavisna studija koordinirana od strane Portugalske Industrijske konfederacije (CIP) predložila je pokrajinu Alcochete kao alternativnu lokaciju. Područje je trenutno pogon za vojni trening ali je dogovoreno premještanje vojske na drugu lokaciju. I u drugoj ugovorenoj vladinoj studiji koju je vodio Nacionalni laboratorij građevinarstva (LNEC) zaključeno je krajem 2007.  kako je Alcochete najbolji položaj. 
Odabir Alcochetea je objavljen 10. siječnja 2008., nakon više od 35 godina od pokretanja istraživanja. Portugalski premijer José Sócrates najavio je Alcochete kao preliminarni izbor, koji će ući u svoju završnicu nakon javnih konzultacija.. Lokaciju Alcochetea kao budući Lisabonski Aerodrom potvrdila je portugalska vlada 8. svibnja 2008.

## Privremeno rješenje
U studenom 2006., tvrtka ANA Aeroportos de Portugal koja upravlja aerodromom, najavila je plan proširenja za pojedine aerodromske strukture, kako bi se odgovorilo na trenutne trendove rasta putničkog prometa i mogućnost korištenja punog kapaciteta aerodroma, sve dok se nova međunarodna zračna luka Lisabon ne završi 2017. godine.
Ovaj plan uključuje izgradnju Terminala 2 (koji je završen i koristi se od kolovoza 2007.) i širenje glavnog terminala s novim izlazima za putnike, novim avio-mostovima i parkirnim pozicijama. Planira se i efikasnije korištenje trenutno postojećih struktura kao i nova stanica podzemne željeznice. Plan bi trebao biti dovršen do 2010. godine.
Trenutno se Terminal 2 koristi za domaće redovne letove dok glavna zgrada (sada označena kao Terminal 1) prima sve međunarodne redovne i čarter letove. Za korištenje Terminal 2 kao terminala za niskotarifne avio tvrtke, kako je to bilo navedeno u medijima, nije donesena stvarna odluka.

## Vanjske poveznice
- Službene stranice Zračne luke Lisabon